# Koji Miyoshi
Koji Miyoshi (三好 康児, Miyoshi Koji, Tama-Ku, 26 maart 1997) is een Japans voetballer die doorgaans als middenvelder speelt. Hij komt sinds 2023 uit voor het Engelse Birmingham City FC. Miyoshi debuteerde in 2019 in het Japans voetbalelftal.

## Clubcarrière
Miyoshi maakte in 2015 zijn debuut in de J1 League: op 4 april 2015 viel hij in de wedstrijd tussen Kawasaki Frontale en Albirex Niigata (4-1) in de blessuretijd in voor Yoshito Okubo. Kawasaki Frontale leende hem later uit aan Hokkaido Consadole Sapporo, Yokohama F. Marinos en Antwerp FC. Bij zijn debuut in de Jupiler Pro League voor Royal Antwerp FC op 15 september 2019 maakte hij meteen het winnende doelpunt tijdens de competitiewedstrijd tegen RSC Anderlecht. In maart 2020 lichtte Antwerp de aankoopoptie in het contract van Miyoshi, waardoor de Japanner definitief een speler van Antwerp werd. Enkele maanden later won hij met Antwerp de Beker van België. Miyoshi kwam niet in actie tijdens de finale, maar had eerder wel een bijdrage geleverd aan de bekerzege door in de zesde ronde tweemaal te scoren in de 4-2-overwinning tegen KSC Lokeren.
In zijn tweede seizoen bij Antwerp schipperde Miyoshi lang tussen de basis en de bank. Na de transfer van Lior Refaelov naar RSC Anderlecht kreeg hij in de Champions play-offs volop zijn kans. Medio 2023 vertrok hij transfervrij naar het Engelse Birmingham City FC waar hij een contract tot 30 juni 2025 tekende.

## Clubstatistieken
| Seizoen         | Club                  | Land            | Competitie         | Competitie | Competitie | Beker | Beker | Supercup | Supercup | Internationaal | Internationaal | Totaal | Totaal |
| Seizoen         | Club                  | Land            | Competitie         | Wed.       | Dlp.       | Wed.  | Dlp.  | Wed.     | Dlp.     | Wed.           | Dlp.           | Wed.   | Dlp.   |
| --------------- | --------------------- | --------------- | ------------------ | ---------- | ---------- | ----- | ----- | -------- | -------- | -------------- | -------------- | ------ | ------ |
| 2015            | Kawasaki Frontale     | Vlag van Japan  | J1 League          | 3          | 0          | 2     | 0     | —        | —        | —              | —              | 5      | 0      |
| 2016            | Kawasaki Frontale     | Vlag van Japan  | J1 League          | 15         | 4          | 11    | 0     | 1        | 0        | —              | —              | 27     | 4      |
| 2017            | Kawasaki Frontale     | Vlag van Japan  | J1 League          | 13         | 1          | 3     | 2     | 0        | 0        | 4              | 0              | 20     | 3      |
| 2018            | → Consadole Sapporo   | Vlag van Japan  | J1 League          | 26         | 3          | 2     | 1     | —        | —        | —              | —              | 28     | 4      |
| 2019            | → Yokohama F. Marinos | Vlag van Japan  | J1 League          | 19         | 3          | 6     | 0     | —        | —        | —              | —              | 25     | 3      |
| 2019/20         | → Antwerp FC          | Vlag van België | Jupiler Pro League | 14         | 1          | 1     | 2     | —        | —        | 0              | 0              | 15     | 3      |
| 2020/21         | Antwerp FC            | Vlag van België | Jupiler Pro League | 23         | 3          | 1     | 0     | —        | —        | 8              | 0              | 32     | 3      |
| 2021/22         | Antwerp FC            | Vlag van België | Jupiler Pro League | 25         | 1          | 0     | 0     | —        | —        | 5              | 2              | 30     | 3      |
| 2022/23         | Antwerp FC            | Vlag van België | Jupiler Pro League | 10         | 1          | 0     | 0     | —        | —        | 5              | 0              | 15     | 1      |
| Carrière totaal | Carrière totaal       | Carrière totaal | Carrière totaal    | 148        | 17         | 26    | 5     | 1        | 0        | 22             | 2              | 196    | 24     |

Bijgewerkt op 14 januari 2023.

## Interlandcarrière
Miyoshi nam in 2016 met de Japanse U19 deel aan het Aziatisch kampioenschap voetbal –19. Hij scoorde in de groepsfase tegen Qatar en won het toernooi uiteindelijk. Drie jaar later maakte hij zijn debuut als A-international: op 18 juni 2019 speelde hij op de Copa América tegen Chili zijn interlanddebuut. In zijn tweede interland, tegen Uruguay, scoorde hij twee keer.
| Interlands van Koji Miyoshi voor Japan | Interlands van Koji Miyoshi voor Japan | Interlands van Koji Miyoshi voor Japan | Interlands van Koji Miyoshi voor Japan | Interlands van Koji Miyoshi voor Japan | Interlands van Koji Miyoshi voor Japan |
| №                                      | Datum                                  | Wedstrijd                              | Uitslag                                | Soort wedstrijd                        | Goals                                  |
| Als speler bij Yokohama F. Marinos     | Als speler bij Yokohama F. Marinos     | Als speler bij Yokohama F. Marinos     | Als speler bij Yokohama F. Marinos     | Als speler bij Yokohama F. Marinos     | Als speler bij Yokohama F. Marinos     |
| -------------------------------------- | -------------------------------------- | -------------------------------------- | -------------------------------------- | -------------------------------------- | -------------------------------------- |
| 1.                                     | 18 juni 2019                           | Chili – Japan                          | 4 – 0                                  | Copa América 2019                      | 0                                      |
| 2.                                     | 21 juni 2019                           | Uruguay − Japan                        | 2 – 2                                  | Copa América 2019                      | 2                                      |
| 3.                                     | 25 juni 2019                           | Ecuador − Japan                        | 1 – 1                                  | Copa América 2019                      | 0                                      |
| Als speler bij Antwerp FC              |                                        |                                        |                                        |                                        |                                        |
| 4.                                     | 13 november 2020                       | Japan − Panama                         | 1 − 0                                  | vriendschappelijk                      | 0                                      |
| 5.                                     | 17 november 2020                       | Japan − Mexico                         | 0 − 2                                  | vriendschappelijk                      | 0                                      |

Bijgewerkt op 17 juni 2021.

## Erelijst
| Competitie                          |                   |                   |                   |                   |
| Competitie                          | Aantal            | Jaren             |                   |                   |
| Kawasaki Frontale                   | Kawasaki Frontale | Kawasaki Frontale | Kawasaki Frontale | Kawasaki Frontale |
| ----------------------------------- | ----------------- | ----------------- | ----------------- | ----------------- |
| Landskampioen Japan                 | 1x                | 2017              |                   |                   |
| Antwerp FC                          |                   |                   |                   |                   |
| Beker van België                    | 1×                | 2019/20           |                   |                   |
| Japan –19                           |                   |                   |                   |                   |
| Aziatisch kampioenschap voetbal –19 | 1x                | 2016              |                   |                   |